# Агдау

Осетинский знак «Три Слезы Бога», изображающий агдау

Агда́у (осет. æгъдау) — осетинский (аланский) духовно-нравственный комплекс, который входит в основу осетинских традиций. Структуру Агъдау составляют такие понятия и категории, как Обилие, Стыдливость, Благородство, Храбрость, Честь и Слава, Красота и т. д. Категории Агъдау формировались в процессе развития культуры на протяжении многих веков. Являясь составляющими, они имеют самостоятельную ценность. Преобразовавшись в суть человеческой жизни, которая называется «мудростью», понятие Агъдау стало философией традиционного осетинского общества.
Жить в согласии с обществом — значит жить в согласии с Богом и с самим собой. Эти понятия составляют незыблемую ценность и сегодня. И лежат в основе воспитания здорового общества.
Согласно Агъдау нужно с почтением и уважением относиться к достойным старшим, которые ведут здоровый и духовный образ жизни и чтут свои священные обычаи.
Жизнь осетина — это активная жизнь внутри человеческого сообщества, наполненная высшими принципами благородства, правды, веры, милосердия, сострадания, смирения.
«Агъдауджын» — это высший идеал нравственного совершенства, честность и внутренняя самодисциплина, умение держать себя в любой обстановке и действовать в согласии с общественным договором, с нравственными и другими законами общества, выработанными сегодня или далекими предками, но уважающими достоинство человека: это свобода творить благородство и табу, запрет на недостойные действия".